# Combo Pacheco
Combo Pacheco és un grup musical nord-català creat el 2013 de música llatina i electrònica. Les seves cançons són en català, francès i castellà. Han publicat dos discos: Wesh Papaye (2018) i La grinta (2021).